# Dupleix (frégate)
Pour les autres navires du même nom, voir Dupleix (navire).
La frégate Dupleix est une frégate de lutte anti-sous-marine de la classe Georges Leygues (type F70) de la Marine nationale française. Son indicatif visuel est D641. Elle est parrainée par la ville de Morlaix.
Quatre navires de la marine française (et deux paquebots) ont porté le nom du célèbre gouverneur général des comptoirs français en Inde Joseph François Dupleix.

## Navigation
Le Dupleix est équipé de deux centrales de navigation inertielle SIGMA 40 créées par Sagem. 

## Artillerie
À son lancement, il est armé de 4 missiles antinavires MM38 Exocet (4 Exocet), d'un système antiaérien Crotale avec 8 missiles sur rampes (26 Crotale), d' un canon de calibre 100 mm Mod. 1968 CADAM, de deux canons antiaériens de calibre 20 mm Oerlikon Mk 10 Mod. 23, remplacé par deux tourelles de 30 mm/82 compact Oto-Breda Mauser modèle F et de deux mitrailleuses de calibre 12.7 mm et de deux catapultes fixes pour torpilles anti-sous-marines L 5 mod 4 (10 torpilles). Il embarque deux hélicoptères Westland Lynx.

### Lutte antiaérienne
- 1 système Crotal EDIR - 8 missiles sur rampe + 18 en réserve
- 2 systèmes Sadral avec 6 missiles Mistral chacun
- 1 canon de calibre 100 mm CADAM
- 2 affûts de calibre 30 mm antiaériens Breda Mauser
- 2 affûts pour mitrailleuses de calibre 12,7 mm

### Lutte antisurface
- 4 missiles Exocet MM38

## Historique et opérations
La frégate a participé à :
- embargo international : arraisonnage de tout navire dans le golfe d'Aqaba, en mer Rouge et dans le golfe d'Aden durant l'embargo international d'août 1990 à décembre 1990.

Il est le premier navire français en zone de conflit à avoir passé le détroit d'Ormuz en octobre 1990 pour une mission d'Assistance Extérieure dans le golfe Persique, ce qui lui valut la visite du président de la République française François Mitterrand, du ministre de la Défense Jean-Pierre Chevènement et du ministre des Affaires étrangères Roland Dumas ainsi que de nombreux hommes politiques français.
- Opération Harmattan : intervention en Libye en 2011.

Au 13 novembre 2013, le navire était en préparation opérationnelle à Toulon.
Le 14 avril 2014, le navire, qui devait entrer en mer Noire dans le cadre de la crise ukrainienne, a fait escale à Chypre.
La dernière sortie à la mer est réalisée le 16 mai 2014.
À la suite de son désarmement, la coque de l'ex-Dupleix est installée le 3 juin 2016 dans la rade de Toulon, devant l'école de plongée de Saint-Mandrier comme brise-lames à la place de la coque de l'ex-BSM Rance.